# Sut slut finale
|  | Denne artikel er oprettet af botten PalnaBot ud fra en ekstern database. Den kan derfor have sproglige fejl eller mangler. Denne skabelon kan fjernes efter kontrol af indholdet. |

Sut slut finale er en film instrueret af Cæcilia Holbek Trier.

## Handling
»Sut slut finale« er en lille charmerende dokumentarfilm for børn og voksne om vanens magt og bruddet med den. Børnene Agnes og Selma fortæller historien om overvindelsen, tanker der ligger bag beslutningen, den vanskelige nedtrapningsfase, abstinenserne og endelig udfrielsen fra afhængighedens svøbe og det nye liv. Det handler om at holde op med at bruge sut!